# Изложба „Цртежи” (1967)
Изложба „Цртежи” се одржала у периоду од 27. септембра до 6. октобра 1967. године у Уметничком павиљону „Цвијета Зузорић”, некадашњи Мали Калимегдан, у Београду.

## Уметнички савет
Избор радова за изложбу је обавио Уметнички савет Удружења ликовних уметника Србије сликарске секције:
- Александар Томашевић, председник Савета
- Мома Марковић
- Бранко Станковић

## Излагачи
1. Павле Блесић
2. Иванка Божовић
3. Бошко Вукашиновић
4. Синиша Вуковић
5. Оливера Грбић
6. Милица Динић
7. Властимит Дискић
8. Мирољуб Ђорђевић
9. Заре Ђорђевић
10. Бериша Енђел
11. Бошко Илачевић
12. Ксенија Илијевић
13. Љубодраг Јанковић
14. Александар Цибе Јеремић
15. Светозар Заре Јовановић
16. Богдан Јовановић
17. Оливера Кангрга
18. Божидар Ковачевић
19. Божидар Лазаревић
20. Драгомир Лазаревић
21. Зоран Мандић
22. Мома Марковић
23. Даница Масниковић
24. Реџеп Мемишевић
25. Радослав Миленковић
26. Живорад Милошевић
27. Милан Миљковић
28. Бранимир Минић
29. Витомир Митровић
30. Душан Мишковић
31. Миливој Николајевић
32. Мирјана Николајевић
33. Миливоје Олујић
34. Бранко Омчикус
35. Татјана Пајевић
36. Илија Пандуровић
37. Божидар Продановић
38. Борислав Ракић
39. Иван Радовић
40. Ђуро Радоњић
41. Љубица Сокић
42. Димитрије Сретеновић
43. Десанка Станић
44. Бранко Станковић
45. Милица Стевановић
46. Стеван Стојановић
47. Трајко Стојановић
48. Зоран Стошић Врањски
49. Емра Тахир
50. Стојан Трумић
51. Лепосава Туфегџић
52. Томислав Шебековић
53. Мирјана Шипош